# Чорноглазівка (роз'їзд)
Чорногла́зівка — залізничний пасажирський роз'їзд Харківської дирекції Південної залізниці.
Розташований на півночі села Довжик, Золочівський район, Харківської області на лінії Одноробівка — Шпаківка між станціями Рогозянка (6 км) та Золочів (7 км).
Зупинка по роз’їзді Чорноглазівка виникла в 1924 році для приміських поїздів Харків – Золочів по 192-й версті. Оскільки мешканцям села Довжик було незручно ходити пішки 4-5 верст від села до станції Рогозянка і зворотно, було вирішено звернутися до правління Донецьких залізниць із клопотанням про відкриття пасажирської зупинки поблизу села, по 192-й – 193-й версті колишньої Північно-Донецької залізниці. Донецькі залізниці дали згоду відкрити зупинку лише за умови будівництва посадочної платформи силами і за рахунок села Довжик, що і було зроблено. Свою сучасну назву і статус роз’їзду роздільний пункт отримав у 1929 році, і тоді ж по ньому починають зупинятися поїзди далекого сполучення Маріуполь – Полоцьк і Брянськ – Харків із вагонами безпересадочного сполучення до Ростова, Ленінграда. Назву роз’їзд перейняв у села Чорноглазівка, що в 6 км на схід від полустанку. 
Станом на травень 2019 року щодоби сім пар приміських електропоїздів здійснюють перевезення за маршрутом Харків-Пасажирський/Харків-Левада/Харків-Балашовський — Золочів.